# Шпаковский, Дмитрий Иванович
Дмитрий Иванович Шпаковский (род. 4 мая 1974, Мурманск) — российский хоккеист, нападающий. Тренер.

## Биография
Начинал заниматься хоккеем в Мурманске (ДЮСШ № 8, «Судоверфь»). С 1989 года — в свердловской «Юности», тренер Владимир Щеглов. Играл за команды «Кедр» Верх-Нейвинск (1992/93), «Автомобилист» / «Спартак» Екатеринбург (1992/93 — 1996/97), «Автомобилист-2» (1992/93 1993/94), «СКА-Автомобилист-2» (1994/95 — 1995/96), «Трубник» Каменск-Уральский (1994/95), «Дизелист» Пенза (1997/98), СКА-«Амур» / «Амур» Хабаровск (1997/98 — 1999/2000) «Металлург» Серов (2000/01), «Носта — Южный Урал» / «Южный Урал» Новотроицк / Орск (2000/01 — 2002/03), «Автомобилист-2» (2006/07, играющий тренер), «Буревестник» Екатеринбург (2011/12).
Детский тренер в хоккейных школах Екатеринбурга «Автомобилист», «Спартаковец» (2010—2013, 2019—2024), «Авто-Юность» (2016—2018), «СВ Металл» (2018—2019), «Красные крылья» (с 2024), «Металлург» (Верхняя Пышма, 2014—2016).